# Tiger Woods PGA Tour 12
Tiger Woods PGA Tour 12: The Master è un gioco di simulazione golfistica facente parte della serie Tiger Woods PGA Tour sviluppato dalla EA Tiburon e pubblicato dalla Electronic Arts. È stato commercializzato in Nord America il 29 marzo 2011 e in Europa il 1º aprile 2011 per le console PlayStation 3, Wii e Xbox 360.

## Caratteristiche
Tiger Woods PGA Tour 2012 dispone, per la prima volta, del torneo Masters di Augusta National Golf Club . Dispone del commento di Jim Nantz e di David Feherty. Saranno presenti nel gioco nuovi giocatori come Rickie Fowler, Bubba Watson e Zach Johnson.

## Campi da gioco
- Augusta National Golf Club
- Augusta National Golf Club Par 3 Course
- The Dunes Course at Costa Navarino
- Atlanta Athletic Club
- TPC San Antonio
- The Royal Melbourne Golf Club
- Pebble Beach
- St Andrews
- TPC Sawgrass
- Waialae
- East Lake Golf Club
- Celtic Manor
- TPC Scottsdale
- Whistling Straits
- Liberty National
- Greenbrier
- The Els Club

## Golfisti
- Tiger Woods
- Rickie Fowler *
- bubba watson *
- Zach Johnson *
- Jim Furyk
- Rocco Mediate
- Anthony Kim
- Boo Weekley
- Chris DiMarco
- Natalie Gulbis
- Paula Creamer
- Francesco Molinari *
- Edoardo Molinari *
- Paul Casey
- Ian Poulter
- Justin Rose
- Nick Dougherty
- Henrik Stenson *
- Rhys Davies *
- Suzann Petterson
- Adam Scott
- Camilo Villegas
- Vijay Singh

Nuovo = *

## Accoglienza
La rivista Play Generation diede alla versione per PlayStation 3 un punteggio di 92/100, trovando che rappresentasse l'apice del genere, ovvero un simulatore completo, longevo e divertente.